# Nhóm ngôn ngữ Tạng-Kanaur
Nhóm ngôn ngữ Tạng-Kanaur hay ngữ quần Tạng-Kanaur, còn được gọi là ngữ quần Bod, ngữ quần Bod-Himalaya, ngữ quần Tạng-Himalaya (藏-喜马拉雅语群) và ngữ quần Tạng-Miến Tây, là một cấp phân loại trung gian được đề xuất của ngữ hệ Hán-Tạng, tập trung vào nhóm ngôn ngữ Tạng và cụm phương ngữ Kinnaur. Các nhà ngôn ngữ học có nhiều quan niệm khác nhau về nhóm ngôn ngữ này.

## Những quan niệm về nhóm ngôn ngữ Tạng-Kanaur
Benedict (1972) ban đầu đặt ra nhóm ngôn ngữ Tạng-Kanaur hay còn gọi là nhóm ngôn  ngữ Bod-Himalaya, nhưng có một quan niệm rộng hơn về nhóm Himalaya so với phân loại thường thấy hiện nay, bao gồm nhóm ngôn ngữ Khương, nhóm ngôn ngữ Magar và tiếng Lepcha. Theo quan niệm của Benedict, Tạng-Kanaur là một trong bảy hạt nhân ngôn ngữ, hay trung tâm hấp dẫn dọc theo một phổ, trong ngữ tộc Tạng-Miến. Hạt nhân trung tâm nhất được Benedict xác định là tiếng Cảnh Pha (bao gồm cả nhóm ngôn ngữ Kachin-Lui và nhóm ngôn ngữ Tamang); các hạt nhân ngoại vi khác ngoài nhóm ngôn ngữ Tạng-Kanaur bao gồm nhóm ngôn ngữ Kiranti (tiếng Bahing-Vayu và có lẽ là tiếng Newar); nhóm ngôn ngữ Tani; nhóm ngôn ngữ Bodo-Garo và có lẽ là ngôn ngữ Konyak); nhóm ngôn ngữ Kuki (nhóm Kuki-Naga cộng với tiếng Karbi, tiếng Meitei và tiếng Mru); và nhóm ngôn ngữ Lô Lô-Miến (có lẽ có cả tiếng Nung và tiếng Taron).
Matisoff (1978, 2003) phần lớn theo sơ đồ của Benedict, nhấn mạnh giá trị mục đích luận của việc xác định các đặc điểm liên quan so với việc lập sơ đồ cây ngôn ngữ chi tiết trong nghiên cứu về ngữ tộc Tạng-Miến và ngữ hệ Hán-Tạng. Matisoff đưa nhóm ngôn ngữ Bod (ngữ chi Tạng) và Tây Himalaya với tiếng Lepcha là một nhánh thứ ba. Ông hợp nhất những ngôn ngữ này ở cấp độ cao hơn với nhóm ngôn ngữ Mahakiranti như là nhóm ngôn ngữ Himalaya.
Van Driem (2001) cho rằng nhóm ngôn ngữ Bod, nhóm ngôn ngữ Tây Himalaya và nhóm ngôn ngữ Tamang (chứ không phải các nhóm khác theo Benedict) dường như có nguồn gốc chung.
Bradley (1997) có cách tiếp cận tương tự nhưng lại diễn đạt mọi thứ khác biệt: ông kết hợp nhóm ngôn ngữ Tây Himalaya và Tamang là các nhánh trong "tổ Bod", theo cách đó nó là gần trùng khít với nhóm ngôn ngữ Tạng-Kanaur. Nhóm này và nhóm Himalaya của ông tạo thành ngữ tộc Bod của ông.